# 熊成基

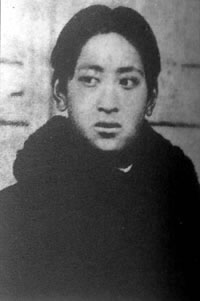
熊成基

熊成基（1887年—1910年2月27日），有些書作「熊承基」，字味根，江苏江都人，寄居安徽芜湖。清末革命将领。
祖父熊瑞生曾任安徽繁昌县知县。熊成基早年进入安徽练军武备学堂，后进入南洋炮兵学堂，之后派充为陆军第九镇第九标炮兵排长，后调任安徽马营队官、炮营队官。光绪三十四年，因各省军队到太湖（安徽省太湖縣）秋操，加上光绪帝、慈禧太后相继病亡，遂于26日晚在安庆发动兵变，准备率众入城，但城内内应者未动，时任安徽巡抚朱家宝命令关城坚守，熊于是占领临江寺高处，用大炮射击，但不能得手。之后清军集结，次日遂向庐州一带逃散。之后抵达芜湖，改装僧侣进入河南，后传向山东、大连，直至日本东京。宣统元年二月，回国改名张建勋。因将日本军事计划卖给沙俄，得到经费抵达东三省，但因臧冠三泄露而被逮捕。不久在吉林巴尔虎门被杀害，临死前写数千言书，署名“革命”。
民國17年（1928年）5月28日，國民政府令依陸軍上將例追卹，以示優異而慰英靈。
现有熊成基安庆起义会议旧址（安徽省文物保护单位）和熊成基墓（扬州市文物保护单位）。